# Melanolophia distracta
Melanolophia distracta là một loài bướm đêm trong họ Geometridae.